# Разуваев, Владимир Витальевич
Владимир Витальевич Разуваев (род. 18 сентября 1952) — российский политолог, историк, политтехнолог, журналист, литератор. В прошлом — дипломат, советник министра иностранных дел СССР. Доктор политических наук, профессор.

## Биография
Служил в РВСН (1970—1972), затем учился в Университете дружбы народов (1973—1979). Историк и переводчик по образованию.
1979—1989 — редактор, младший научный сотрудник, научный сотрудник ИНИОН АН СССР. В 1986 году в Институте международного рабочего движения защитил кандидатскую диссертацию «Политика Социалистического интернационала в Латинской Америке».
1992—1993 — руководитель Центра Евразийских исследований Института Европы РАН. В 1993 году защитил докторскую диссертацию «Национальная идентичность и отношение России к Европе».
Преподавательская деятельность: 1990 год — visiting lecturer, University of Chicago; 1992—1993 — МГУ, философский факультет; 1994 — visiting professor, University of Chicago; 1996—2001 — профессор, РГГУ; 2015—2018 — профессор РАНХиГС.
Принимал участие в качестве эксперта, советника и консультанта в выборах президентов РФ, депутатов Государственной Думы, руководителей администраций субъектов Федерации, объединении субъектов Федерации (Красноярский край). Сотрудничал с российскими компаниями, в частности, с ЛУКОЙЛом и Интерросом.
Как журналист работал в журнале «Новое время» (1989—1991), газетах «Российские вести» (1991), «Независимая газета» (1995—1998), «Интерфакс-АиФ» (1996—1997). Был консультантом программы «Итоги» на НТВ (1994—1995). Главный редактор журнала Oil of Russia (1996—2002).
Генеральный директор Центра экономических и политических исследований и разработок (2002—2012). Начальник Аналитического центра — заместитель начальника управления ЛУКОЙЛ-Информ (2002—2008).
Последний советник последних министров иностранных дел СССР, советник председателя Роскомпечати (1995).
Женат, четверо детей.

## Научные публикации
Автор более 100 научных трудов, в том числе 16 монографий:
- Бернардо О’Хиггинс: заговорщик, полководец, государственный деятель. М.: Прогресс, 1988.
- Геополитика постсоветского пространства. М.: Институт Европы, 1993.
- Политический смех в современной России. М.: Высшая школа экономики, 2002.
- Комментарии к «Государю» Макиавелли. М.; СПб.: Центр гуманитарных инициатив, 2014.
- Комментарии к «Рассуждениям» Макиавелли. М.; СПб.: Центр гуманитарных инициатив, 2018.
- Загадки Макиавелли: «Государь» в XVI веке. М.; СПб.: Центр гуманитарных инициатив, 2019.
- Анатомия политической интриги. М.; СПб.: Центр гуманитарных инициатив, 2019.
- Государственные перевороты в политике. М.; СПб.: Центр гуманитарных инициатив, 2019.
- Искусство политического заговора. М.; СПб.: Центр гуманитарных инициатив, 2020.
- Факторы внешней политики России: от Ивана III до Владимира Путина. М.; СПб.: Центр гуманитарных инициатив, 2022.
- История внешней политики России. Книга первая. От Ивана III до Василия III. М.; СПб.: Петроглиф, Центр гуманитарных инициатив, 2022.
- История внешней политики России. Книга вторая. От Ивана IV до Федора Ивановича. М.; СПб: Петроглиф, Центр гуманитарных инициатив, 2023.
- История внешней политики России. Книга третья. От Бориса Годунова до Федора Алексеевича. М.; СПб.: Петроглиф, Центр гуманитарных инициатив, 2023.
- История внешней политики России. Книга четвёртая. Время Петра I. М.; СПб.: Петроглиф, Центр гуманитарных инициатив, 2024.
- История внешней политики России. Книга пятая. От Екатерины I до Ивана VI. М.; СПб.: Петроглиф, Центр гуманитарных инициатив, 2024.
- История внешней политики России. Книга шестая. От Елизаветы Петровны до Петра III. М.; СПб.: Петроглиф, Центр гуманитарных инициатив, 2024.